# چترمرغ
چترمرغ (به انگلیسی: Umbrellabird) نام رایجی است که به سه گونه از پرندگان در سرده Cephalopterus اشاره دارد. آنها به دلیل کلاه‌های چترمانند متمایزشان نام‌گذاری شده‌اند.
تصور می‌شود که چترمرغ‌ها به‌طور میانگین ۱۶ سال در طبیعت زندگی می‌کنند.

## گونه‌ها
| تصویر | نام علمی                   | نام رایج         | پراکندگی                                         | وضعیت حفاظت   |
| ----- | -------------------------- | ---------------- | ------------------------------------------------ | ------------- |
|       | Cephalopterus penduliger   | چترمرغ غبغب‌دراز  | بخش جنوب غربی کلمبیا تا استان ال اورو در اکوادور | آسیب‌پذیر      |
|       | Cephalopterus ornatus      | چترمرغ آمازونی   | حوضه آمازون                                      | کمترین نگرانی |
|       | Cephalopterus glabricollis | چترمرغ گردن‌برهنه | کاستاریکا و پاناما                               | در معرض خطر   |